# علم شرح الحديث
علم شرح الحديث هو من فروع الحديث اعتنى العلماء بجمع حديث الأربعين وشرحه لما روي أن النبي قال: من حفظ على أمتي أربعين حديثا من السنة كنت له شفيعا يوم القيامة،وهو حديث لا يصح. وبتعريف آخر هو العلم المتعلق بشرح الأحاديث النبوية وبيان معانيها ومقاصدها وما يتعلق بها من الأحكام، مع بيان أقوال العلماء في ذلك.

## تعريفه
الشرح في اللغة هو: «الكشف والتوضيح والفهم والبيان» وفي الاصطلاح: الكشف والتوضيح لمعاني وفقه ما أضيف إلى النبي محمد من قول أو فعل أو تقرير أو صفة خَلقية أو خُلقية.
وإذا كان العلم في اصطلاح التدوين: "هو مجموعة المسائل والأصول الكلية المتعلقة بجهة واحدة" ؛ فإن علم شرح الحديث هو: معرفة مجموعة المسائل والأصول الكلية المتعلقة ببيان معاني وفقه ما أضيف إلى الرسول صلى الله عليه وسلم". فشرح الحديث يقصد به توضيح وبيان معانيه وفقهه، ومتممات ذلك.
ويسمى هذا العلم ب‍‍فقه الحديث، أو علم شرح الحديث، أو علم معاني الحديث، أو علم أصول تفسير الحديث.

## موضوعه ومسائله
موضوع هذا العلم هو حديث النبي محمد من جهة القواعد الكلية والمسائل المتعلقة ببيان معاني الحديث، والمراد منه، ومسائله تحرير هدف الحديث ومقصده، ومعناه على جهة الإجمال، وسلامته من المعارض والناسخ، وتفسير الألفاظ، وبيان معانيها والمراد منها. ويقصد بذلك الألفاظ الواقعة في الحديث النبوي.
فشرح الحديث يعنى بثلاثة جوانب وهي التالية:
- ما يتعلق بالإسناد، من حيث التخريج وبيان درجة الحديث، والتعريف بالرواة، وضبط ما يحتاج إلى ضبط من أسماء الرواة، مع بيان المهمل والمبهم في الإسناد، على وجه الاختصار، وبدون تعمق وإمعان؛ لأن لكل جانب من هذه الجوانب المتعلقة بالإسناد على ما يختص به.
- ما يتعلق ببيان معاني ألفاظ الحديث – تحتاج إلى بيان – وذلك بالرجوع إلى كتب الغريب واللغة.
- بيان المراد بالحديث، وهذا هو فقه الحديث، الذي تختلف فيه منازع أنظار أهل العلم واستنباطهم. مع ملاحظة أن الفرق بين بيان معنى اللفظ من جهة اللغة وبين بيان المعنى المراد من الحديث.

## أقسام علم شرح الحديث
يظهر أن شُرَّاح الحديث انتهجوا أحد 3 طرق في شرح الأحاديث، وهي:
1- الشرح الموضوعي:
وفي هذا النهج يقوم الشارح بدراسة الإسناد والمتن، ويصنف الأحاديث إلى موضوعات أو مسائل أو مباحث... فيجمع كل ما يتعلق بموضوعٍ معين من أحاديث.
من الشروح التي اتخذت هذا المنهج:
- عارضة الأحوذي بشرح صحيح الترمذي: لابن العربي.
- شرح الإلمام بأحاديث الأحكام: لابن دقيق العيد.
- التوضيح لشرح الجامع الصحيح: لابن الملقن.
2- الشرح الموضعي، أو الشرح بالقول:
ويتناول فيه الشارح مواضع معينة في متن الحديث، أو حتى في سنده، ويبدأها بكلمة «وقوله»، ثم يشرح اللفظ المعني، أو العبارة المبهمة.
من الشروح التي اتخذت هذا المنهج:
- معالم السنن: لأبي داوود الخطابي.
- المعلم بفوائد مسلم: للمازري.
- إكمال المعلم: للقاضي عياض.
- فتح الباري: لابن حجر العسقلاني.
3- الشرح المزجي:
وهي أن يمزج الشارح الكلمة أو العبارة الغريبة في الحديث بعبارة من عنده، بحيث إذا قرأ القارئ هذا المزج يفهم معنى الكلمة. ومن الشروح المستخدمة لهذا النهج: «إرشاد الساري إلى شرح صحيح البخاري» للقسطلاني.

## أسباب تأخر علم شرح الحديث
يرجع ذلك لأسباب عدة، منها:
1. كانت همم العلماء منكبةً على جمع الأحاديث، دون التطرق لشرحها.
2. عدم ضرورته الكبيرة؛ وذلك في الزمن القريب من زمن النبوة، فكانوا يفهمونه ببساطة، حيث لم يتفشى اللحن بعد.
3. كره بعض الأئمة أن يذكر بجانب كلام رسول الله ﷺ كلامٌ غيره. ومن ذلك قول ابن رجب:[11] «...وأما الأبواب المعللة، فلا نعلم أحدًا سبق الترمذي إليها، وزاد الترمذي ذكر كلام الفقهاء، وهذا كان قد سبق إليه مالكٌ في الموطأ، وسفيان في الجامع، وكان أحمد يكره ذلك، وينكره، حتى إنَّه أمر بتجريد أحاديث الموطأ وآثاره عمَّا فيه من الرأي الذي يذكره مالكٌ من عنده. وكره أحمد أن يكتب مع الحديث كلامٌ يفسره ويشرحه...»

## أقوال في أهمية علم شرح الحديث
عن مصعب بن عبد الله الزبيري قال: سمعت مالك بن أنس وقد قال لابني أخته أبي بكر وإسماعيل: «أراكما تحبان هذا الشأن، وتطلبانه» يعني الحديث، قالا: نعم، قال: «إن أحببتما أن تنتفعا وينفع الله بكما فأقلا منه، وتفقها».

وقال الخطيب البغدادي: 
| علم شرح الحديث | وليعلم أنَّ الإكثار من كتب الحديث وروايته لا يصير بها الرجل فقيهًا، إنما يتفقه باستنباط معانيه وإنعام التفكير فيه. | علم شرح الحديث |

وقال ابن الصلاح:
| علم شرح الحديث | لا ينبغي لطالب الحديث أن يقتصر على سماع الحديث، وكتبه دون معرفته وفهمه، فيكون قد أتعب نفسه من غير أن يظفر بطائل، وبغير أن يحصل في عداد أهل الحديث. | علم شرح الحديث |

وقال الخطابي:
| علم شرح الحديث | ومن أتعب نفسه في السماع وجمع الإجازات، ولا حظ له فيمن الدراية؛ فهو عاميٌّ في صورة طالب علم. | علم شرح الحديث |

## أهم المؤلفات
ومن أهم المؤلفات في هذا الباب عند أهل السنة والجماعة:

فتح الباري شرح صحيح البخاري للحافظ ابن حجر العسقلاني، والذي يعتبر أحد دواوين الإسلام المعتبرة، ومصادره العلمية المهمة، أخذ في جمعه وتأليفه وإملائه وتنقيحه أكثر من خمس وعشرين سنة، فجمع فيه شروح من قبله على صحيح البخاري، باسطاً فيه إيضاح الصحيح وبيان مشكلاته، وحكاية مسائل الإجماع، وبسط الخلاف في الفقه والتصحيح والتضعيف واللغة والقراءات، مع العناية الواضحة بضبطصحيح البخاري ورواياته والتنويه على الفروق فيها، مع فوائد كثيرة وفرائد نادرة واستطرادات نافعة

- إرشاد الساري في شرح صحيح البخاري - المؤلف: أحمد بن محمد بن أبي بكر بن عبد الملك القسطلاني القتيبي المصري، أبو العباس، شهاب الدين (المتوفى: 923هـ)
- بحر الفوائد المسمى بمعاني الأخيار - المؤلف: محمد بن أبي إسحاق بن إبراهيم بن يعقوب الكلاباذي البخاري الحنفي (المتوفى: 380هـ)
- بهجة قلوب الأبرار وقرة عيون الأخيار في شرح جوامع الأخبار - المؤلف: عبد الرحمن بن ناصر السعدي (المتوفى: 1376هـ)
- تحفة الأحوذي بشرح جامع الترمذي - المؤلف: أبو العلاء محمد بن عبد الرحمن بن عبد الرحيم المباركفورى (المتوفى: 1353هـ)
- تطريز رياض الصالحين - المؤلف: فيصل بن عبد العزيز بن فيصل ابن حمد المبارك الحريملي النجدي (المتوفى: 1376هـ)
- التحفة الربانية في شرح الأربعين حديثًا النووية - ومعها: شرح الأحاديث التي زادها ابن رجب الحنبلي - المؤلف: إسماعيل بن محمد بن ماحي السعدي الأنصاري (المتوفى: 1417هـ)
- التلخيص المعين على شرح الأربعين - المؤلف: محمد بن صالح بن محمد العثيمين (المتوفى: 1421هـ)
- التمهيد لما في الموطأ من المعاني والأسانيد - المؤلف: أبو عمر يوسف بن عبد الله بن محمد بن عبد البر بن عاصم النمري القرطبي (المتوفى: 463هـ)
- تنوير الحوالك شرح موطأ مالك - المؤلف: عبد الرحمن بن أبو بكر، جلال الدين السيوطي (المتوفى: 911هـ)
- تيسير العلام شرح عمدة الأحكام - المؤلف: أبو عبد الرحمن عبد الله بن عبد الرحمن بن صالح بن حمد بن محمد بن حمد البسام (المتوفى: 1423هـ)
- جامع العلوم والحكم بشرح خمسين حديثا من جوامع الكلم- المؤلف: عبد الرحمن بن أحمد بن رجب الحنبلي (المتوفى : 795هـ)
- حاشية ابن القيم على سنن أبي داود - المؤلف : محمد بن أبي بكر بن أيوب بن سعد شمس الدين ابن قيم الجوزية (المتوفى : 751هـ)
- الجوهر النقي - المؤلف : علاء الدين علي بن عثمان، الشهير بابن التركماني (المتوفى : 750هـ)
- دليل الفالحين لطرق رياض الصالحين - المؤلف : محمد علي بن محمد بن علان بن إبراهيم البكري الصديقي الشافعي (المتوفى : 1057هـ)
- الديباج على صحيح مسلم بن الحجاج- المؤلف : عبد الرحمن بن أبو بكر، جلال الدين السيوطي (المتوفى : 911هـ)
- سنن ابن ماجه بحاشية السندي - المؤلف : ابن ماجه / السندي
- سنن النسائي بحاشيتي السندي والسيوطي - المؤلف : النسائي - السندي - السيوطي
- شرح الأربعين النووية- المؤلف : صالح بن عبد العزيز بن محمد بن إبراهيم آل الشيخ
- شرح الأربعين النووية في الأحاديث الصحيحة النبوية[15] - المؤلف : تقي الدين أبو الفتح محمد بن علي بن وهب بن مطيع القشيري، المعروف بابن دقيق العيد (المتوفى : 702هـ)
- شرح الأربعين النووية في الأحاديث الصحيحة النبوية - المؤلف : أبو زكريا محيي الدين يحيى بن شرف النووي (المتوفى : 676هـ)
- شرح البخاري - المؤلف : ابن بطال أبو الحسن علي بن خلف بن عبد الملك (المتوفى : 449هـ)
- شرح رياض الصالحين - المؤلف : محمد بن صالح بن محمد العثيمين (المتوفى : 1421هـ)
- شرح سنن أبي داود - المؤلف : عبد المحسن بن حمد العباد البدر
- شرح سنن أبي داود - المؤلف : أبو محمد محمود بن أحمد بن موسى بن أحمد بن حسين الغيتابى الحنفي بدر الدين العينى (المتوفى : 855هـ)
- شرح سنن ابن ماجه - الإعلام بسنته عليه السلام - المؤلف : مغلطاي بن قليج بن عبد الله البكجري المصري الحكري الحنفي، أبو عبد الله، علاء الدين (المتوفى : 762هـ)
- شرح عمدة الأحكام - المؤلف : عبد الله بن عبد الرحمن بن عبد الله بن جبرين
- شرح مسند أبي حنيفة - المؤلف : الملا علي القاري، علي بن سلطان محمد (المتوفى : 1014هـ)
- العرف الشذي شرح سنن الترمذي - المؤلف : محمد أنور شاه بن معظم شاه الكشميري الهندي (المتوفى : 1353هـ)
- عقود الزبرجد على مسند الإمام أحمد في إعراب الحديث - المؤلف : عبد الرحمن بن أبو بكر، جلال الدين السيوطي (المتوفى : 911هـ)
- عمدة القاري شرح صحيح البخاري - المؤلف : أبو محمد محمود بن أحمد بن موسى بن أحمد بن حسين الغيتابى الحنفي بدر الدين العينى (المتوفى : 855هـ)
- عون المعبود على سنن أبي داود - المؤلف : محمد شمس الحق العظيم آبادي (المتوفى : 1329هـ)
- عون المعبود شرح سنن أبي داود، ومعه حاشية ابن القيم: تهذيب سنن أبي داود وإيضاح علله ومشكلاته - المؤلف: محمد أشرف بن أمير بن علي بن حيدر، أبو عبد الرحمن، شرف الحق، الصديقي، العظيم آبادي (المتوفى: 1329هـ)
- فتح الباري شرح صحيح البخاري - المؤلف : أبو الفضل أحمد بن علي بن محمد بن أحمد بن حجر العسقلاني (المتوفى : 852هـ)
- فتح الباري شرح صحيح البخاري - المؤلف : عبد الرحمن بن أحمد بن رجب الحنبلي (المتوفى : 795هـ)
- فتح القوي المتين في شرح الأربعين وتتمة الخمسين للنووي وابن رجب رحمهما الله - المؤلف : عبد المحسن بن حمد العباد البدر
- فيض الباري شرح البخاري - المؤلف : محمد أنور شاه بن معظم شاه الكشميري الهندي (المتوفى : 1353هـ)
- فيض القدير شرح الجامع الصغير - المؤلف : زين الدين محمد المدعو بعبد الرؤوف بن تاج العارفين بن علي المناوي (المتوفى : 1031هـ)
- المختصر النصيح في تهذيب كتاب الجامع الصحيح - المؤلف: المُهَلَّبُ بنُ أَحْمَدَ بنِ أَبِي صُفْرَةَ أَسِيْدِ بنِ عَبْدِ اللهِ الأَسَدِيُّ الأَنْدَلُسِيُّ، المَرِيِيُّ (المتوفى: 435هـ)
- مرعاة المفاتيح شرح مشكاة المصابيح - المؤلف : عبيد الله الرحماني المباركفوري (المتوفى : 1414هـ)
- مرقاة المفاتيح شرح مشكاة المصابيح - المؤلف : الملا علي القاري، علي بن سلطان محمد (المتوفى : 1014هـ)
- المنتقى شرح موطأ مالك - المؤلف : أبو الوليد سليمان بن خلف بن سعد بن أيوب بن وارث الباجي الأندلسي (المتوفى : 474هـ)
- مجالس التذكير من حديث البشير النذير - المؤلف: عبد الحميد محمد بن باديس الصنهاجي (المتوفى: 1359هـ)
- المنهاج شرح صحيح مسلم بن حجاج - المؤلف : أبو زكريا محيي الدين يحيى بن شرف النووي (المتوفى : 676هـ)
- هدي الساري مقدمة فتح الباري شرح صحيح البخاري - المؤلف : أبو الفضل أحمد بن علي بن محمد بن أحمد بن حجر العسقلاني (المتوفى : 852هـ)